# Marek Cichosz
Marek Cichosz (ur. 9 czerwca 1979; zm. 13 maja 2012 w Borzytuchomiu) – polski kolarz przełajowy i szosowy, dwukrotny mistrz Polski.
Największe sukcesy odnosił w kolarstwie przełajowym, gdzie wielokrotnie zdobywał medale mistrzostw Polski, a w 2006 i 2007 roku zdobył złote medale mistrzostw kraju. Zmarł nagle 13 maja 2012 roku w kościele w Borzytuchomiu, dzień po swoim ostatnim starcie w Małopolskim Wyścigu Górskim.
Był żołnierzem Wojska Polskiego w stopniu starszego szeregowego.

## Najważniejsze zwycięstwa i sukcesy
- 2001 – 1. miejsce w przełajowych mistrzostwach Polski do lat 23
- 2006 – przełajowe mistrzostwo Polski
- 2007:
  - przełajowe mistrzostwo Polski
  - 3. miejsce w wyścigu indywidualnym XX Wojskowych Mistrzostw Świata w Kolarstwie Przełajowym
  - 2. miejsce w wyścigu drużynowym XX Wojskowych Mistrzostw Świata w Kolarstwie Przełajowym
- 2011 – 3. miejsce w Memoriale Andrzeja Trochanowskiego